# Ciudad Universitaria (Universidad Nacional Autónoma de México)
La Ciudad Universitaria, conocida coloquialmente como C.U. o CU (pronunciada cé-ú), es el conjunto de edificios y espacios que conforman el campus principal de la Universidad Nacional Autónoma de México (UNAM), ubicado en las cercanías del Pedregal de San Ángel, al sur de la Ciudad de México. El 28 de junio del 2007, fue declarada Patrimonio de la Humanidad por la Unesco.

## Historia

### Antecedentes
Las primeras noticias acerca del interés del arzobispo fray Juan de Zumárraga de que la Nueva España contara con una universidad datan de 1536. Pronto se sumó a esta iniciativa el virrey Antonio de Mendoza y la Corona dio una respuesta positiva en 1547. No fue sino hasta el 21 de septiembre de 1551 cuando se expidió la Cédula de creación de la Real y Pontificia Universidad de México.

Esta primera universidad, fue clausurada de manera definitiva el 30 de noviembre de 1865, durante la ocupación imperial de Maximiliano de Habsburgo y bajo la disputa de la guerra de Reforma. A partir de entonces, dos universidades se declaran herederas de la primera universidad: La Universidad Pontificia de México (fundada el 29 de junio de 1982 por Javier Lozano Barragán) y la Universidad Nacional Autónoma de México UNAM (fundada el 22 de septiembre de 1910 por Justo Sierra). 

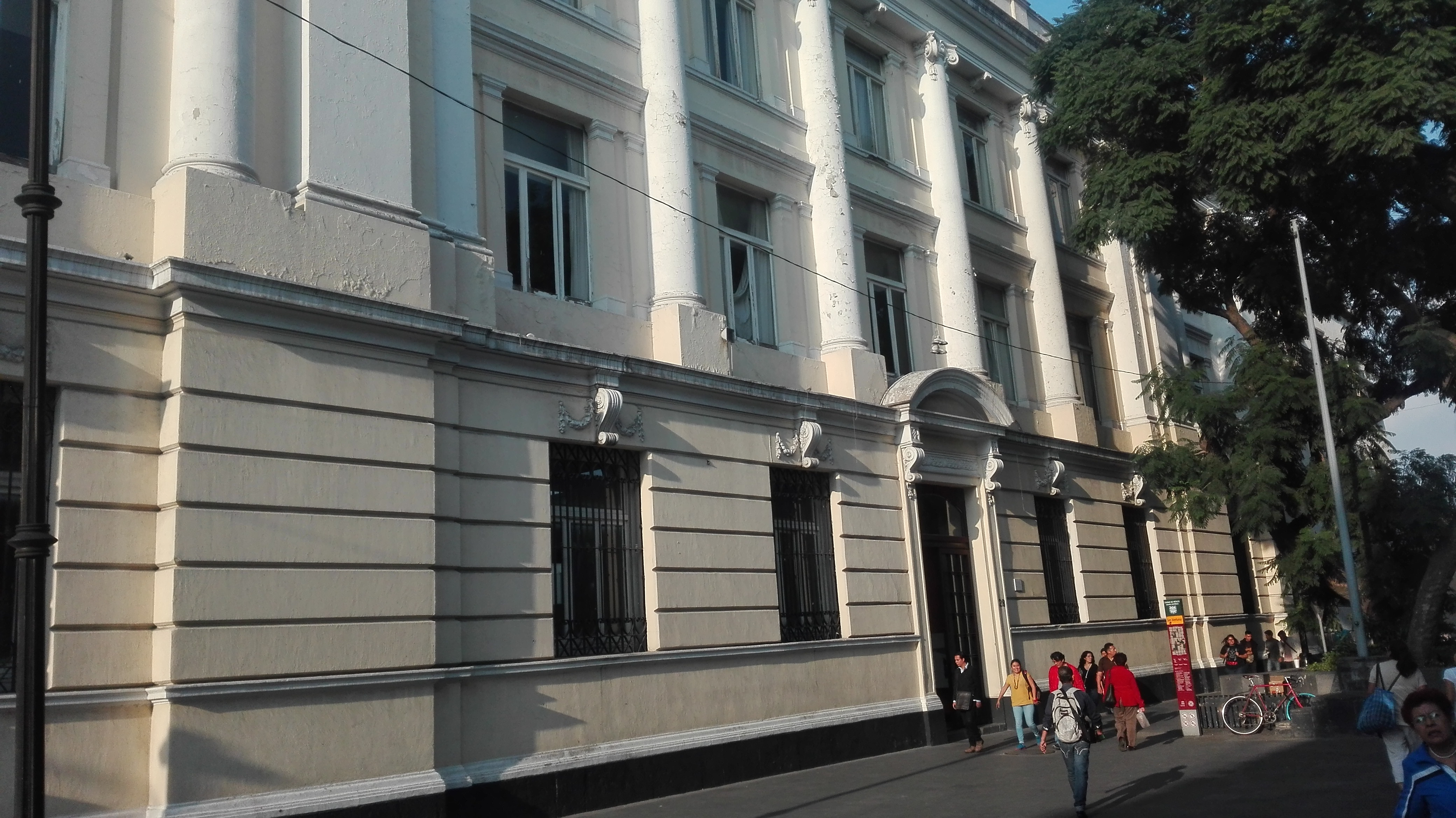
Edificio de la Escuela Nacional de Jurisprudencia, antecedente de la Facultad de Derecho de la UNAM, en la calle San Ildefonso, en el centro histórico de la Ciudad de México.

Esta última se fundó con el nombre de Universidad Nacional de México hasta que consiguió su autonomía el 26 de julio de 1929. A principios del siglo XX, sus escuelas, facultades y edificios administrativos estaban concentrados en el centro de Ciudad de México, dentro de lo que popularmente se conoce como barrio Universitario. Entre los edificios que formaron parte del corredor se encontraban el antiguo colegio de San Ildefonso (Escuela Nacional Preparatoria), del Antiguo Palacio de la Inquisición (Facultad de Medicina), la Academia de San Carlos (Facultad de Arte), del Antiguo Templo de San Agustín (Biblioteca Nacional) y el Palacio de Minería (Facultad de Ingeniería). 
Varias veces se conceptualizó un proyecto para relocalizar todas las facultades dentro de un solo campus que integrara la vida universitaria. La primera noticia registrada sobre un proyecto de construcción de una ciudad universitaria data de 1928, cuando Mauricio de María y Campos y Marcial Gutiérrez Camarena, alumnos de la entonces Escuela Nacional de Arquitectura, presentaron, como tesis profesional para obtener el título de arquitectos, un proyecto con ese tema. Después de 15 años, esta idea empezó a prosperar.

### Proyecto
En 1943, durante el rectorado de Rodulfo Brito Foucher, se eligió el sitio adecuado para construir la Ciudad Universitaria: el Pedregal de San Ángel. La zona es producto de erupciones volcánicas, principalmente del volcán Xitle, ocurrido hace más de 2000 mil años.Se cree que la decisión la tomó Foucher debido a que la zona le parecía estéticamente bella, aunque el proyecto original proponía su construcción en la zona de hospitales de Huipulco.
Durante la administración del entonces presidente de la República, Manuel Ávila Camacho, y del rector de la UNAM, Genaro Fernández MacGregor, la Universidad presentó al gobierno federal una propuesta para la Ley sobre Fundación y Construcción de la Ciudad Universitaria, misma que fue aprobada por el Congreso de la Unión el 31 de diciembre de 1945. Al año siguiente, el rector Salvador Zubirán gestionó la adquisición de los terrenos elegidos aproximadamente siete millones de metros cuadrados, y el 11 de septiembre de 1946 el presidente Ávila Camacho expidió el decreto de expropiación de los terrenos destinados a la construcción de la Ciudad Universitaria (CU).
La Universidad no contaba con recursos financieros para continuar con el plan de construcción y fue hasta finales de 1946, con la llegada de Miguel Alemán a la presidencia de la República, que dispuso de los medios necesarios para solventar el problema económico. Con ello, se reactivaron los trabajos que llevarían a la formulación de un programa básico para el anteproyecto general de la obra.
La Comisión respectiva organizó un concurso de anteproyectos para la realización del plano de conjunto de la CU, al que invitó a participar a la Escuela Nacional de Arquitectura, a la Sociedad de Arquitectos Mexicanos y al Colegio Nacional de Arquitectos de México.
Por su directa relación con la creación del nuevo campus, la Escuela Nacional de Arquitectura decidió realizar un “concurso de ideas” entre los profesores para desarrollar el plano de conjunto, basado en las ideas generales del programa que había definido la Comisión y que fueron transmitidas por el arquitecto Enrique del Moral, director de la Escuela. En el concurso, participaron destacados arquitectos como Augusto H. Álvarez, Mauricio de María y Campos, Enrique del Moral, Eugenio Peschard, Xavier García Lascuráin, Marcial Gutiérrez Camarena, Vladimir Kaspé, Alonso Mariscal, Mario Pani y Augusto Pérez Palacios, entre otros.
El jurado, integrado por los propios participantes, falló a favor de los trabajos presentados por los arquitectos Mario Pani y Enrique del Moral, a quienes se les encargó la dirección del proyecto final, tal y como había sido convenido en el concurso. Cabe señalar que al grupo se sumó el arquitecto Mauricio M. Campos, quien fue invitado debido al interés que desde tiempo atrás había demostrado en la construcción de este espacio universitario.
El entusiasmo generado en la Escuela Nacional de Arquitectura propició que no solamente se desarrollara el anteproyecto de conjunto, sino que también se diseñaran cada uno de los edificios que lo integrarían. De esta forma, para el anteproyecto de cada edificio se designó un equipo dirigido por uno o dos profesores con la intervención de los alumnos más aventajados. Fue de tal importancia la participación de los entonces alumnos de los últimos años de la carrera, Teodoro González de León, Armando Franco Rovira y Enrique Molinar, que los directores del proyecto decidieron que el croquis de conjunto realizado y propuesto por ellos, sirviera de base para el desarrollo del anteproyecto respectivo.
Los trabajos universitarios y el proyecto elaborado por la Sociedad de Arquitectos se presentaron ante el jurado conformado por el representante del rector de la UNAM, y los presidentes del Colegio Nacional de Arquitectos de México y de la Sociedad de Arquitectos Mexicanos. El jurado dictaminó a favor del proyecto de la Escuela de Arquitectura.
Unos meses más tarde, el rector Zubirán organizó y presidió la Comisión Técnica Directora que sustituyó a la Comisión que había venido funcionado hasta finales del régimen del presidente Ávila Camacho. Quedó integrada por el arquitecto José Villagrán García, como su representante ejecutivo; el licenciado Díaz Cánovas, como representante personal del presidente de la República; el ingeniero Alberto J. Flores, director de la Escuela Nacional de Ingeniería, y el arquitecto Enrique del Moral, director de la Escuela Nacional de Arquitectura.
Esta Comisión ratificó a los arquitectos del Moral, Pani y Campos como directores y coordinadores del Proyecto de Conjunto, y les otorgó la facultad de designar a todos los arquitectos que se harían cargo de los proyectos de las diversas facultades, escuelas e institutos y de los otros edificios que requiriera la Ciudad Universitaria. De igual forma, realizó las gestiones necesarias para que las dependencias universitarias designaran a los asesores y consultores encargados de determinar los programas de requerimientos para cada edificio.

### Construcción
En 1948 iniciaron las primeras obras de infraestructura: drenajes, túneles y puentes. Desafortunadamente los trabajos quedaron suspendidos durante varios meses por la salida del rector Zubirán; fue hasta principios de 1949, con el nombramiento del rector Luis Garrido, que la Comisión reanudó sus trabajos.
El desarrollo de las obras dependía de los fondos, que eran escasos, por lo que su desarrollo era lento; no obstante, las circunstancias favorecieron el avance del proyecto. Debido al interés expresado por el presidente de la República, la UNAM decidió replantear la constitución del Patronato Universitario. Se nombró presidente al licenciado Carlos Novoa, entonces director del Banco de México, y vocales al licenciado Eduardo Suárez y al contador David Thierry. La posición de Novoa en el círculo financiero y su habilidad para conseguir recursos dieron como resultado que el gobierno federal aportara los recursos necesarios para las obras.
En marzo de 1950, el Patronato creó el organismo denominado Ciudad Universitaria de México, presidido también por Carlos Novoa y para cuya gerencia general se designó al arquitecto Carlos Lazo Barreiro, quien asumió la tarea de convertir en realidad los proyectos que se iban finalizando. Asimismo, se contó con la colaboración del ingeniero Luis Enrique Bracamontes como gerente de obras y del arquitecto Gustavo García Travesí como gerente de planes e inversiones.
El 5 de junio de 1950 se colocó formalmente la primera piedra del que sería el primer edificio de la Ciudad Universitaria: la Torre de Ciencias, en una ceremonia presidida por el rector Luis Garrido Díaz y el secretario de Gobernación, Adolfo Ruiz Cortines.
La labor de todo el equipo, encabezado por el arquitecto Carlos Lazo, fue brillante, ya que se trabajó con una mística de superación y eficiencia ejemplar. La excelente coordinación entre todos los participantes dio como resultado que las obras se realizaran con economía, orden y una rapidez inusual, lo que permitió que se concluyeran en menos de tres años. Nunca se había concentrado a tantos arquitectos e ingenieros; fueron más de sesenta los proyectistas, doscientos los residentes, contratistas y supervisores, y cerca de diez mil los obreros quienes trabajaron en esta gran obra.
Los proyectos para los diferentes conjuntos y edificios se realizaban bajo la Dirección General del Proyecto de Conjunto, misma que también coordinaba el trabajo de los arquitectos encargados de su ejecución y de las compañías constructoras; todo con la finalidad de lograr una correcta unidad y armonía del conjunto. Para ello, se organizaron múltiples seminarios entre los diferentes equipos participantes.
En el Programa General, se buscó la creación de una unidad física y pedagógica que permitiera una fácil comunicación de las escuelas entre sí y, por lo tanto, la convivencia entre estudiantes, profesores e investigadores. Asimismo, se introdujo la centralización de las enseñanzas básicas, comunes a diferentes planteles para evitar la multiplicidad de cátedras y espacios, así como para promover el intercambio cultural y social entre los alumnos.
El proyecto fue dividido en varias zonas fundamentales: escolar, habitaciones de estudiantes, práctica de deportes, estadio de exhibición y servicios comunes. Asimismo se tomó en cuenta la conveniencia de incluir un museo de arte con un doble fin: didáctico, para el conocimiento del desarrollo de las artes -particularmente en México-, y dinámico, para la exhibición de exposiciones temporales. Se determinó que el conjunto se proyectara para alojar un máximo de 25 mil alumnos, ya que en esa fecha la UNAM contaba con menos de 15 mil.
El 20 de noviembre de 1953, se efectuó la “Dedicación de la Ciudad Universitaria”, ceremonia presidida por el presidente Miguel Alemán Valdés, con la que se llevó a cabo la inauguración oficial de la Ciudad Universitaria.
La mudanza de las escuelas dio comienzo en 1953, y fue coordinada por el doctor Nabor Carrillo, quien había tomado posesión como rector en febrero de ese año. El nuevo rector enfrentó dos grandes problemas: la terminación de los edificios de la Ciudad Universitaria junto con la infraestructura de apoyo y la ampliación presupuestal necesaria para la mudanza de las escuelas universitarias. Fue en marzo de 1954 cuando dieron comienzo las actividades escolares en el nuevo campus.

## Conformación de C.U.

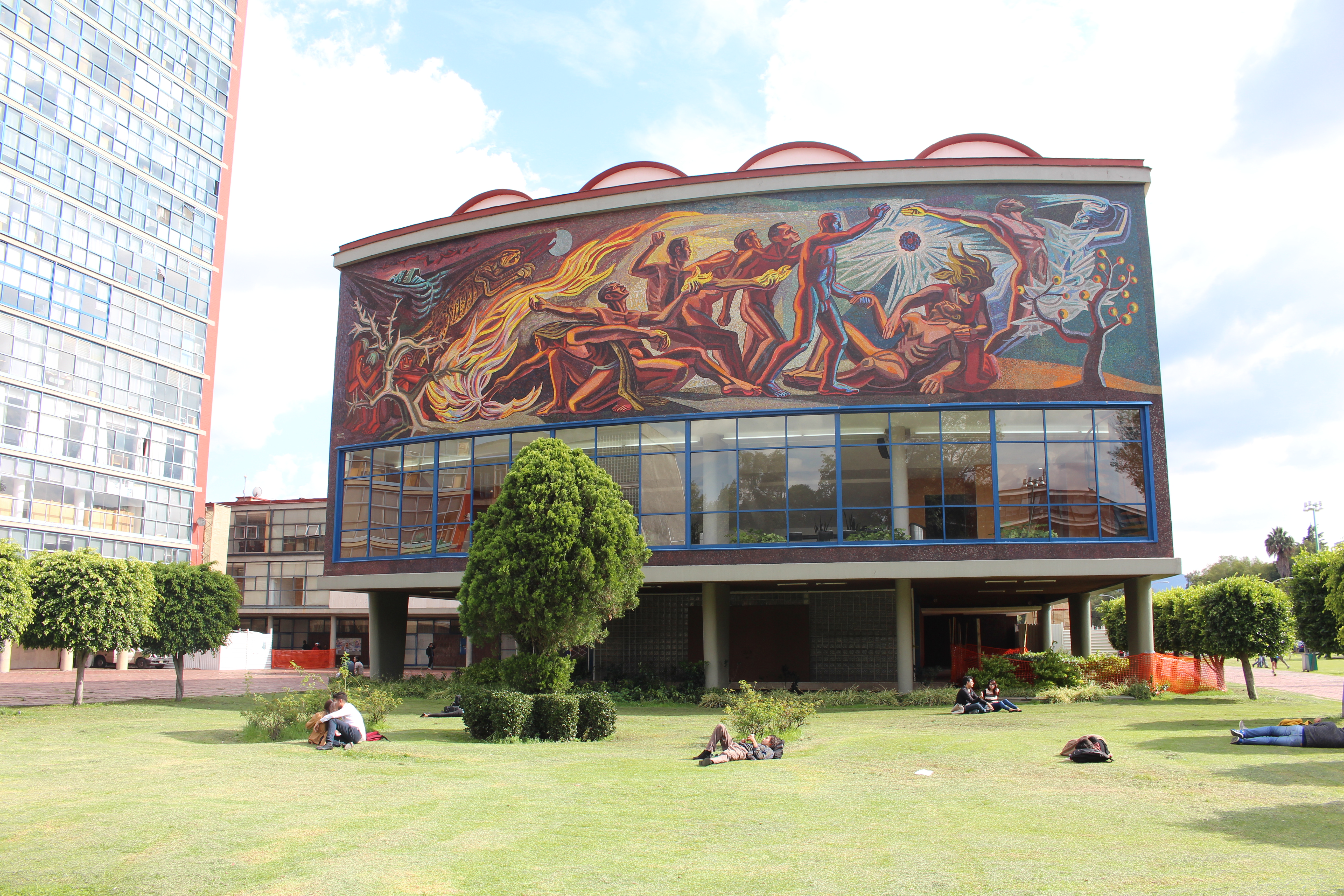
Auditorio Alfonso Caso visto desde el exterior

Su excepcionalidad radica en que a pesar de ser una obra moderna, el pasado está presente, logró amalgamar la tradición con la vanguardia del momento, e incorporar concepciones plásticas a los edificios no como simples agregados, sino de forma integral de los mismos, el paisaje es determinante en su estructuración, este aparece como envolvente general y en lo particular opera como elemento articulador entre los volúmenes que componen al conjunto. La armónica disposición de sus edificios hace que se aprecie como un todo y no como una suma de elementos aislados, digno de destacar resulta que sus construcciones al encontrarse elevadas de la superficie posibilitan ser cruzadas peatonalmente a nivel de la superficie, permitiendo efectuar recorridos abiertos e integradores.
La presencia de invariables compositivas como los observados en los espacios mesoamericanos es clara, es una especie de Monte Albán Contemporánea, los templos que rodean el patio central son la CU las facultades y escuelas, de hecho resultan ser los templos del saber.

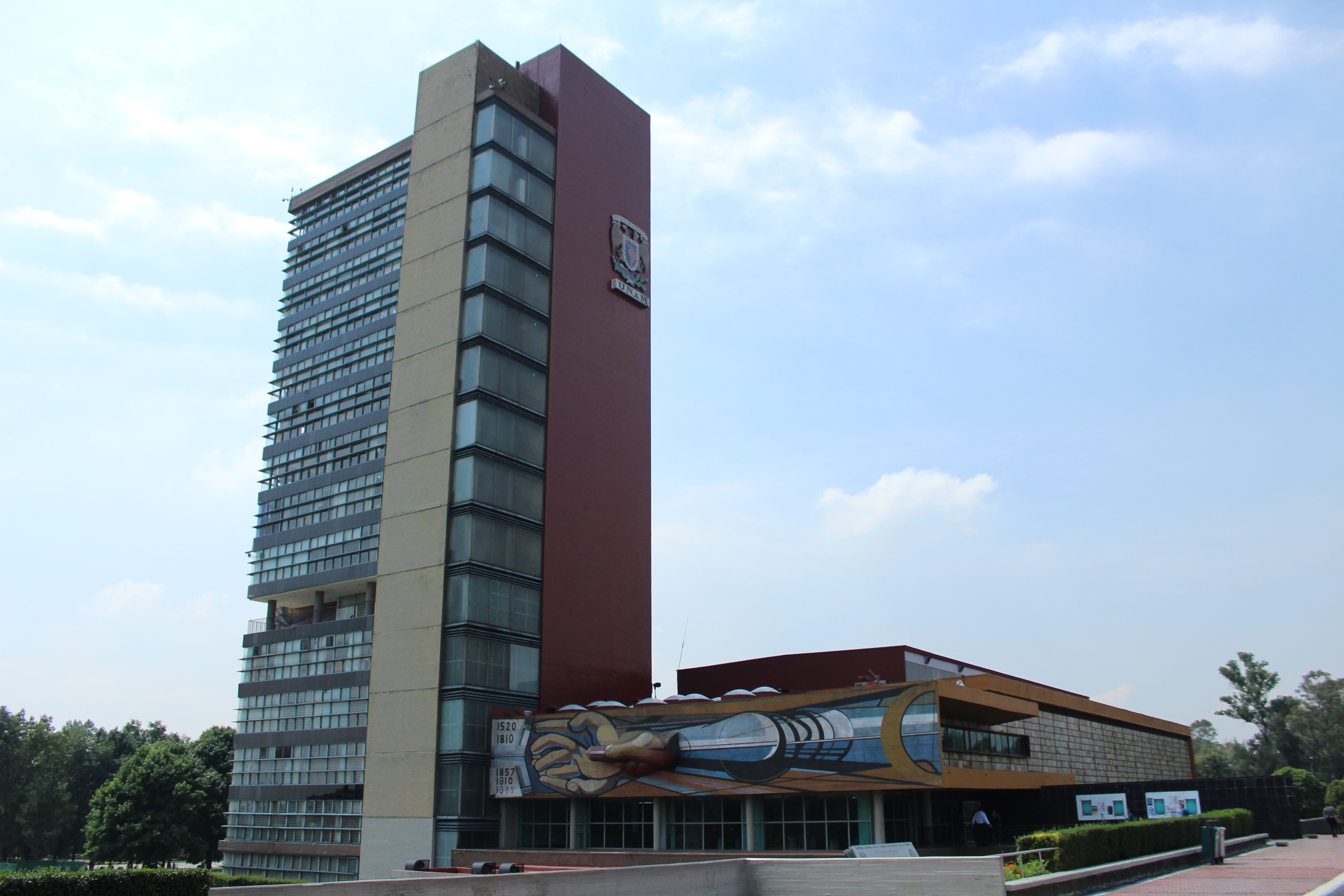
Torre de Rectoría en Ciudad Universitaria

La CU resulta ser un centro de estudios público, laico y gratuito que en un país caracterizado por agudas diferencias sociales opera como un eficiente instrumento de movilidad social, es un símbolo material de educación pública.Desde la elección del sitio para edificarla se presumía que lo que ahí se hiciese publicaba un reto, por edificar algo original. Su ubicación es pedregal, un vasto territorio al sur de Ciudad de México impregnado de lava volcánica, con su peculiar vegetación, fueron inspiración de varios artistas entre ellos Diego Rivera y quienes vieron un potencial creativo, que resultaba tan dramático, aquel paisaje que se conocía como el mal país. Diego Rivera muy imbuido por algunas de las ideas de Frank Lloyd Wright en relación con la ciudad jardín, realizó un texto para la ocupación del sitio, más adelante sería Luis barragán quien lograría desarrollar una urbanización en esa extensión nombrándola Jardines del Pedregal de San Ángel. En una sección contigua a ese territorio y cubriendo un área de 730 hectáreas, el gobierno mexicano durante los años 40 decidió impulsar la construcción de la Ciudad Universitaria de México.

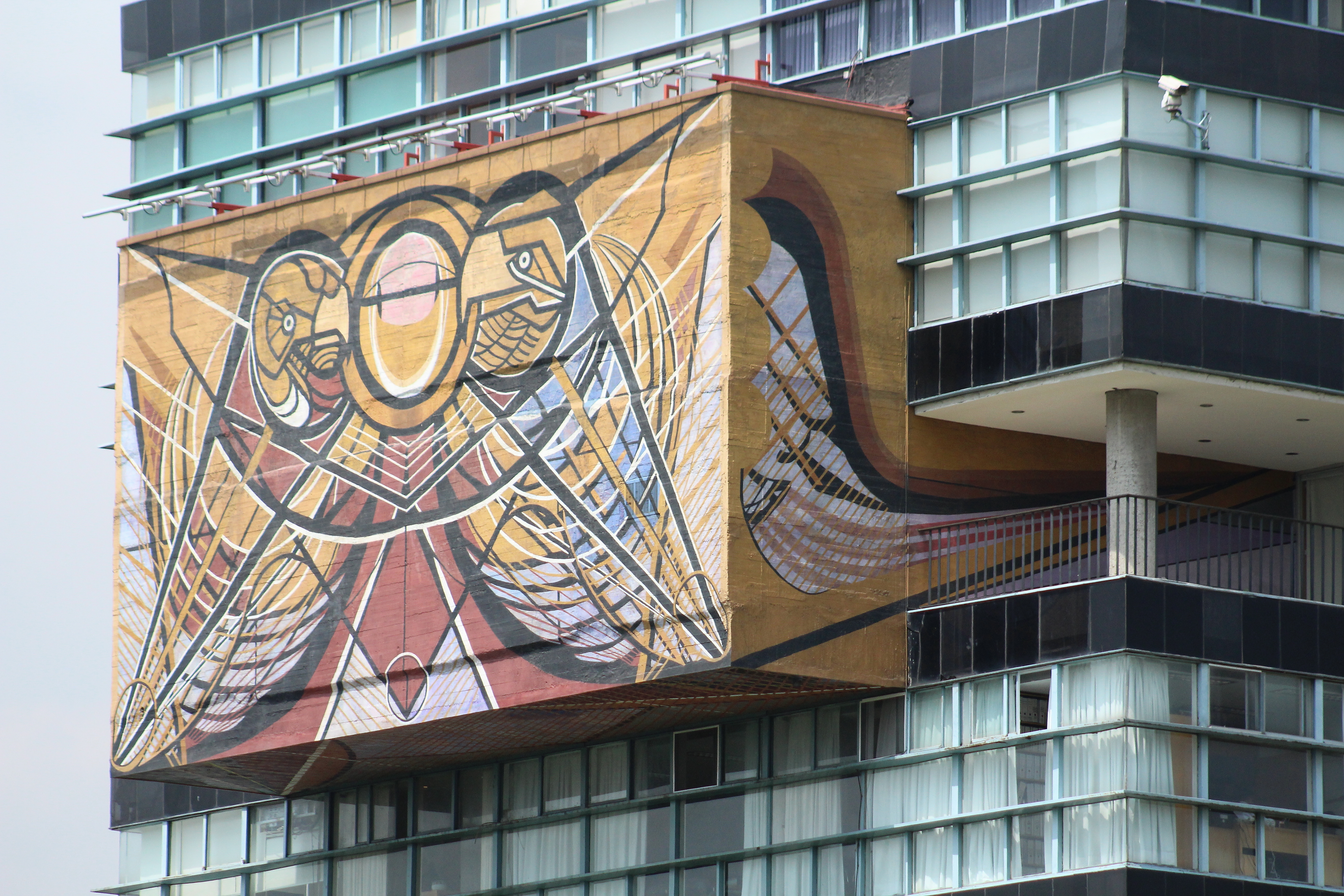
Parte trasera de la Torre de Rectoría

En esta obra colectiva participaron los mejores arquitectos, ingenieros y artistas de México: Mario Pani, Enrique del Moral, Carlos Lazo, Juan O'Gorman, Alberto T. Arai, Ramón Torres, Pedro Ramírez Vázquez, Diego Rivera, David Alfaro Siqueiros, Francisco Eppens, Félix Candela, Javier Barros Sierra, entre más de 200 coautores. 

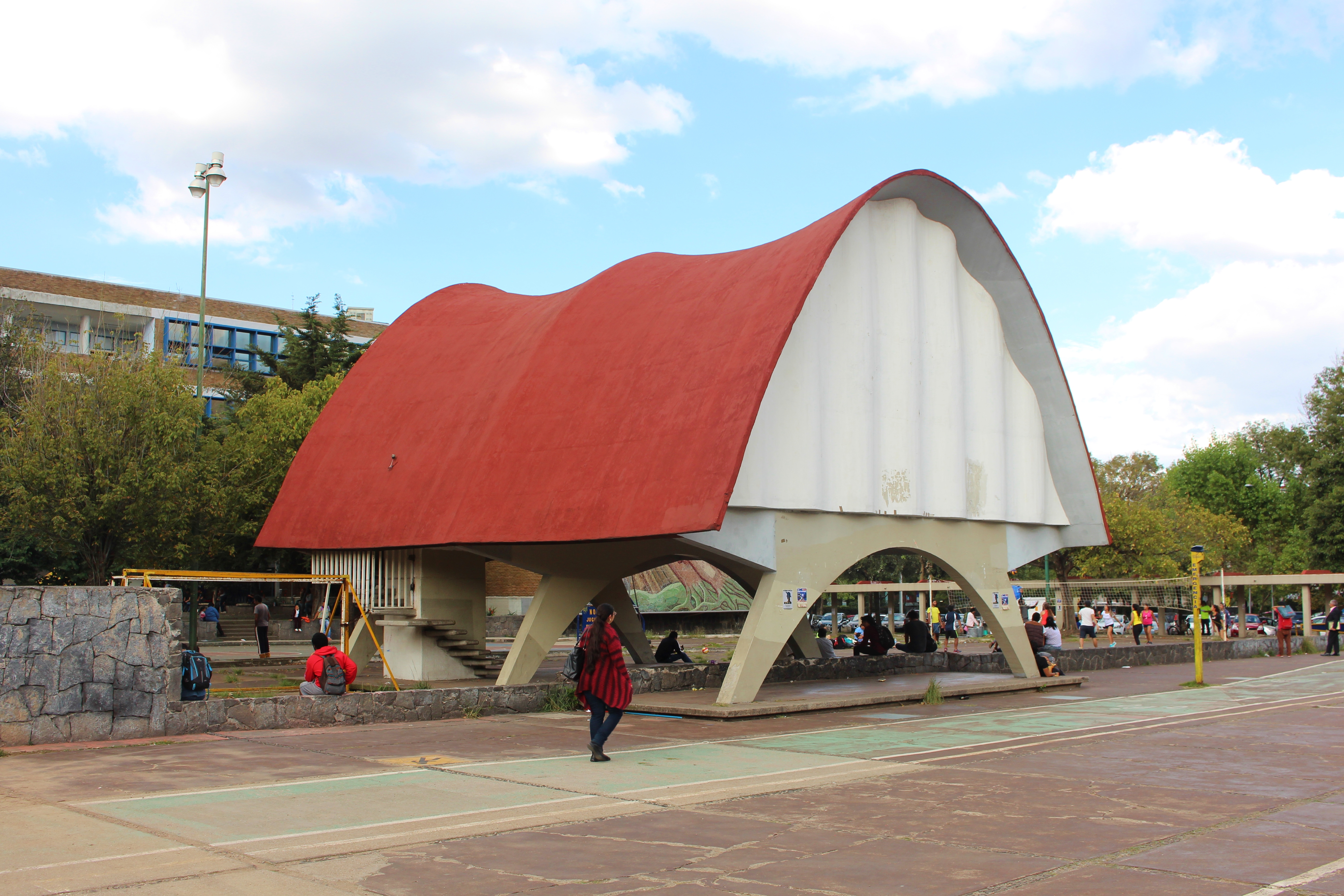
Pabellón de Rayos Cósmicos de la UNAM en Ciudad Universitaria, construido por Félix Candela

Como resultado de un concurso nacional se optó por uno de los esquemas más modernos, dicha propuesta creada por estudiantes de los niveles más avanzados fue sabiamente retomada por sus maestros quienes lograron concretar e integrar equipos de trabajo para cada edificio, Mario Pani y Enrique del Moral fueron los autores del plan maestro, en su edificación se ponderó la experimentación con nuevos materiales, procedimientos constructivos y formas hasta el momento no aplicadas, se dieron la oportunidad de arriesgar: Félix candela con cubiertas de porte libre, Juan O'Gorman al revestir totalmente con un mural las cuatro caras de la Biblioteca Central, Mario Pani al conjugar materiales diversos en la Torre de Rectoría y aplicar novedosos esquemas viales urbanos al conjunto en lo general, Alberto T. Arai al recrear una zona Arqueológica Mesoamericana en los frontones del área deportiva, Luis Barragán al proponer los agrupamientos y manchones vegetales tan característicos del sitio, Carlos Lazo al organizar y atemperar las acciones surgidas entre los actores de tal sinfonía. 

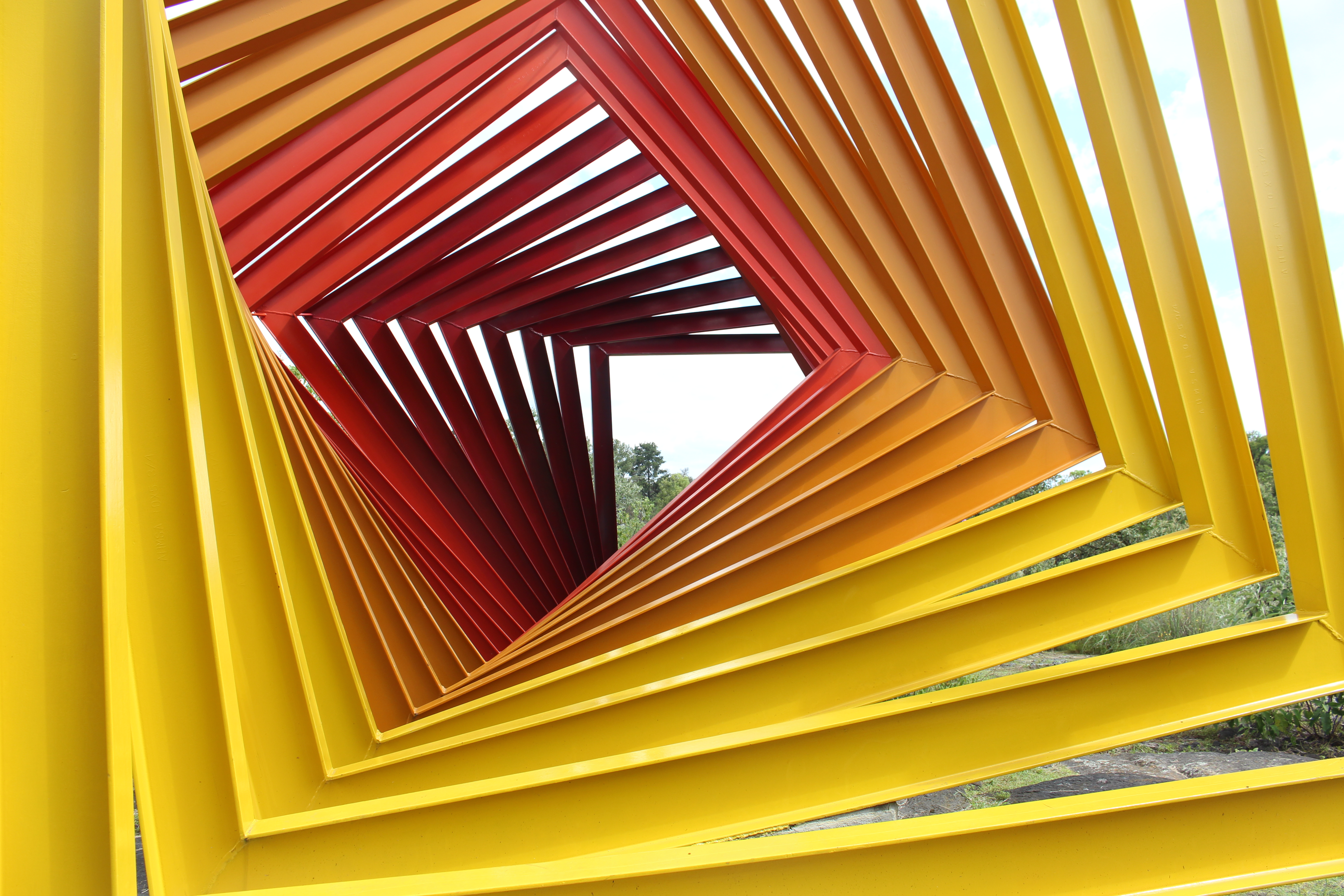
Escultura "Coatl" de Helen Escobedo (1980) en el Espacio Escultórico de la UNAM.

El campo central conocido popularmente como "Las Islas" fue inaugurado el 20 de noviembre de 1952, y ha sido escenario de diversos movimientos sociales como lo fue el movimiento estudiantil de 1968 y de otros certámenes como los Juegos Olímpicos del mismo año.
El crecimiento de Ciudad de México y sus constantes cambios morfológicos han hecho que sintonice uno de los escasos referentes de una arquitectura que se ha mantenido casi igual como cuando fue concebida, finalmente se ha constituido como un referente no solo en aspectos geográficos, sino por su armonía y la vasta presencia de áreas verdes, como parte de ellos aparece la reserva ecológica del Pedregal de San Ángel. En su totalidad la ciudad universitaria resulta ser el segundo terreno de mayor extensión en Ciudad de México, 730 hectáreas que únicamente son superadas por los terrenos que corresponden al Aeropuerto Internacional de Ciudad de México. 

## Inscripción como Patrimonio Cultural de la Humanidad

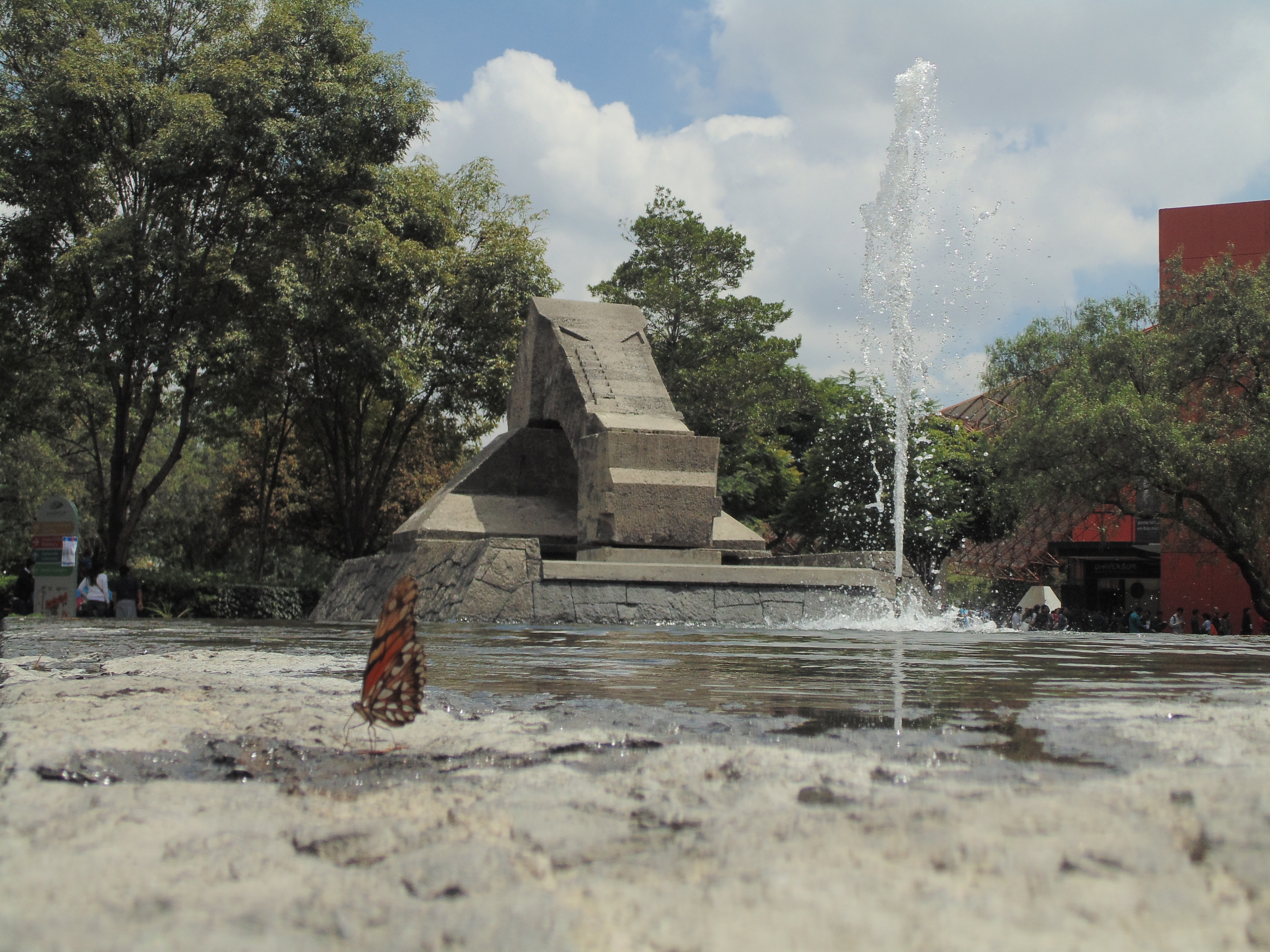
Fuente de Universum

Durante 2005 se le confirió la categoría de monumento artístico de la nación y actualmente forma parte de la lista del patrimonio mundial de la UNESCO, con ello se intenta aportar una noción de patrimonio vivo, a diferencia de otros ejemplos del movimiento moderno donde lamentablemente solo permanecen los testimonios de los edificios y no continúan activa sus funciones originales.
Se ha establecido un plan de acción dinámico para preservar sin modificar, bajo esquemas que activen su uso, resalta su vitalidad y vigencia, la noción de red ha influido en un plan denominado que integral, ya sean redes físicas o virtuales, un número significativo de actividades universitarias se realizan bajo este criterio, se crearon redes peatonales, de transporte público para activar el uso de los espacios comunes y hacer a un lado los autos en estacionamientos remotos, acción que garantice el uso racional de los vehículos, pondera el transporte colectivo al interior del Campus y lo despeja de agentes perturbadores del paisaje, así como de barreras físicas y visuales nocivas, también lo hace con la contaminación ambiental y sonora, a su vez se construyeron redes de movilidad física mediante circuitos de bicicletas, redes cibernéticas inalámbricas.
En la lista del patrimonio cultural de la humanidad de la UNESCO, solo forman parte de ella cinco universidades, acompañan a Ciudad Universitaria de México las universidades de Alcalá de Henares en España, la Universidad Central de Venezuela en Caracas, la Universidad de Virginia en Estados Unidos y la Universidad de Coímbra en Portugal. La categoría incluye el primer circuito universitario inaugurado en 1952 y sus más de 50 edificios dentro de la zona núcleo de 176.5 hectáreas, que significan el 25% de las 730 totales del campus universitario. Como límites de esta área se tiene: hacia el poniente el Estadio Olímpico; al sur Los Frontones y la Zona Deportiva; al oriente la Facultad de Medicina y al norte los edificios de las Facultades de Filosofía y Letras, Derecho, Economía y Odontología. La inscripción se logró gracias a la promoción encabezada por Juan Ramón de la Fuente, exrector de la universidad, con apoyo del patronato universitario, casi cuatro años atrás, lo cual su nombramiento el 28 de junio de 2007 representa la culminación del anhelo de varias generaciones de universitarios y conocedores, porque se reconociera el campus de la Ciudad Universitaria de México como patrimonio cultural de la humanidad.

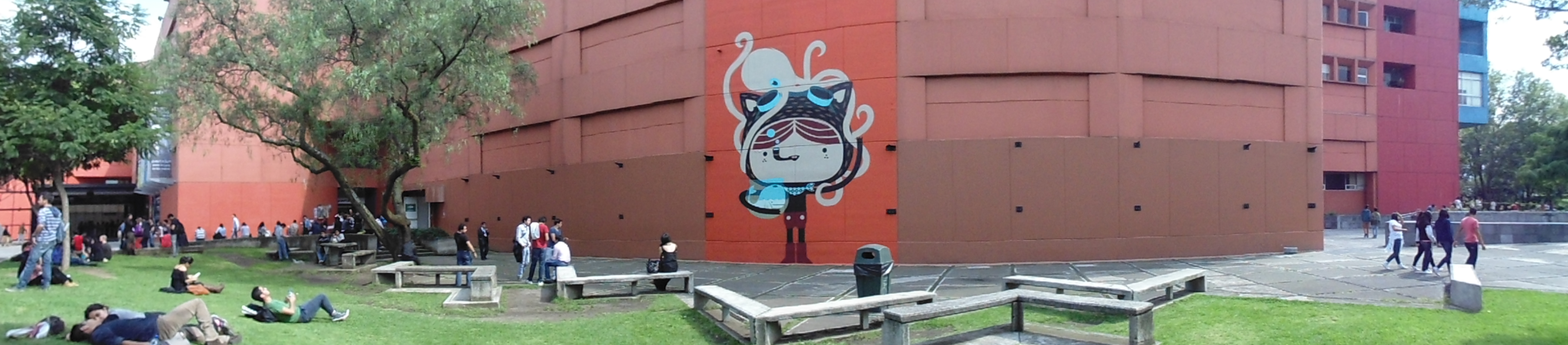
Universum, Ciudad Universitaria.

## Plan maestro
El anteproyecto arquitectónico originalmente contempló dividir el campus universitario en tres áreas:

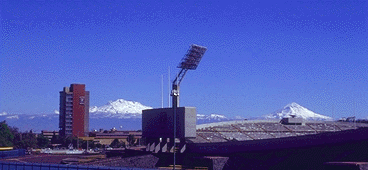
El Estadio Olímpico Universitario (derecha), La Torre de Rectoría (izquierda), al fondo los volcanes Iztaccíhuatl (izquierda) y Popocatépetl (derecha).

- La primera, llamada Zona Escolar (subdividida a su vez en otras secciones: Humanidades, Ciencias, Ciencias Biológicas y Artes), construida alrededor de una explanada con jardines en la cual se ubicarían los edificios administrativos.
- La segunda zona estaría destinada a los campos deportivos de diversas disciplinas, así como a las residencias estudiantiles que no fueron construidas.
- Y, por último, la zona del Estadio Universitario, que en 1968 pasó a ser el Estadio Olímpico Universitario.

Las tres áreas estaban organizadas como anillos dentro de una así llamada supermanzana mayor. Durante las décadas de su existencia, la zona urbanizada de C.U. ha ido creciendo para dar acomodo a una creciente población estudiantil, administrativa y visitante, originando la disposición y construcción de anillos cada vez mayores, organizando la urbanización en circuitos concéntricos. Debido a este proceso, algunos de los edificios originales no mantienen las funciones que inicialmente les fueron asignadas, ya que las Escuelas, Facultades e Institutos que albergaban se fueron relocalizando a los circuitos exteriores, y sus antiguos edificios fueron ocupados por las Escuelas y Facultades que siguieron en el centro del campus universitario. Algunos ejemplos de este proceso de cambio de uso son: la Escuela de Veterinaria (hoy Facultad de Medicina Veterinaria y Zootecnia) y la Facultad de Ciencias, así como la Facultad de Ciencias Políticas y Sociales.
La proyección y ejecución de las vialidades en el plan maestro estuvo a cargo de Juan Durán, Jesús Domínguez, Edmundo Rojas González y Santiago Carro. El paisajismo estuvo bajo el mando de Alfonso Cuevas Alemán.
Actualmente, la Ciudad Universitaria cuenta con ocho circuitos:
- Circuito Escolar
- Circuito Deportivo
- Circuito Exterior
- Circuito de Investigación Científica
- Circuito Cultural
- Circuito de Posgrados
- Circuito Mario de la Cueva
- Circuito Estadio Olímpico

## Facultades y Escuelas con Sede en Ciudad Universitaria
La Ciudad Universitaria aloja a las siguientes facultades y escuelas de la Universidad Nacional Autónoma de México:

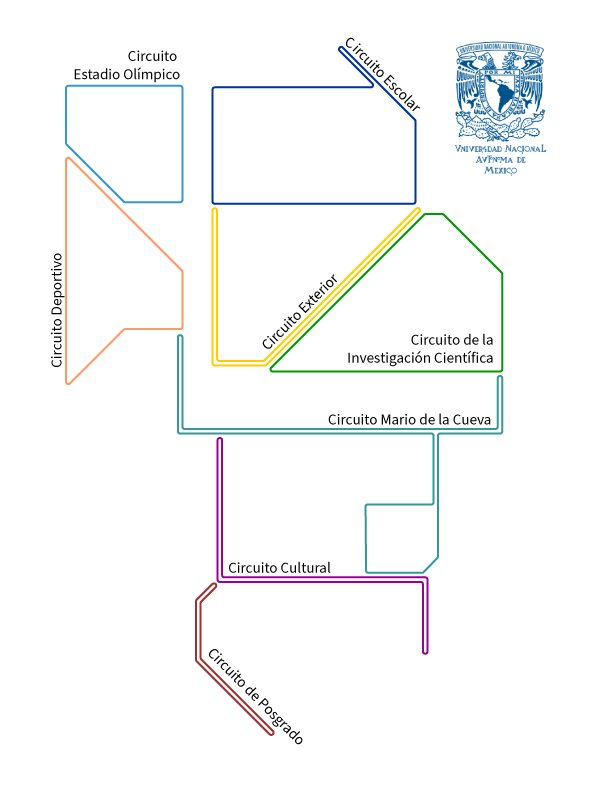
Circuitos de Transporte Universitario

### Circuito Escolar
- Facultad de Psicología
- Facultad de Filosofía y Letras
- Facultad de Derecho
- Facultad de Economía
- Facultad de Odontología
- Facultad de Medicina
- Facultad de Química
- Escuela Nacional de Lenguas, Lingüística y Traducción
- Facultad de Ingeniería
- Facultad de Arquitectura
- Escuela Nacional Colegio de Ciencias y Humanidades Plantel Sur

### Circuito Exterior
- Escuela Nacional de Trabajo Social
- Facultad de Contaduría y Administración
- Anexo de la Facultad de IngenieríaEstadio olímpico durante la celebración del día de muertos, México.

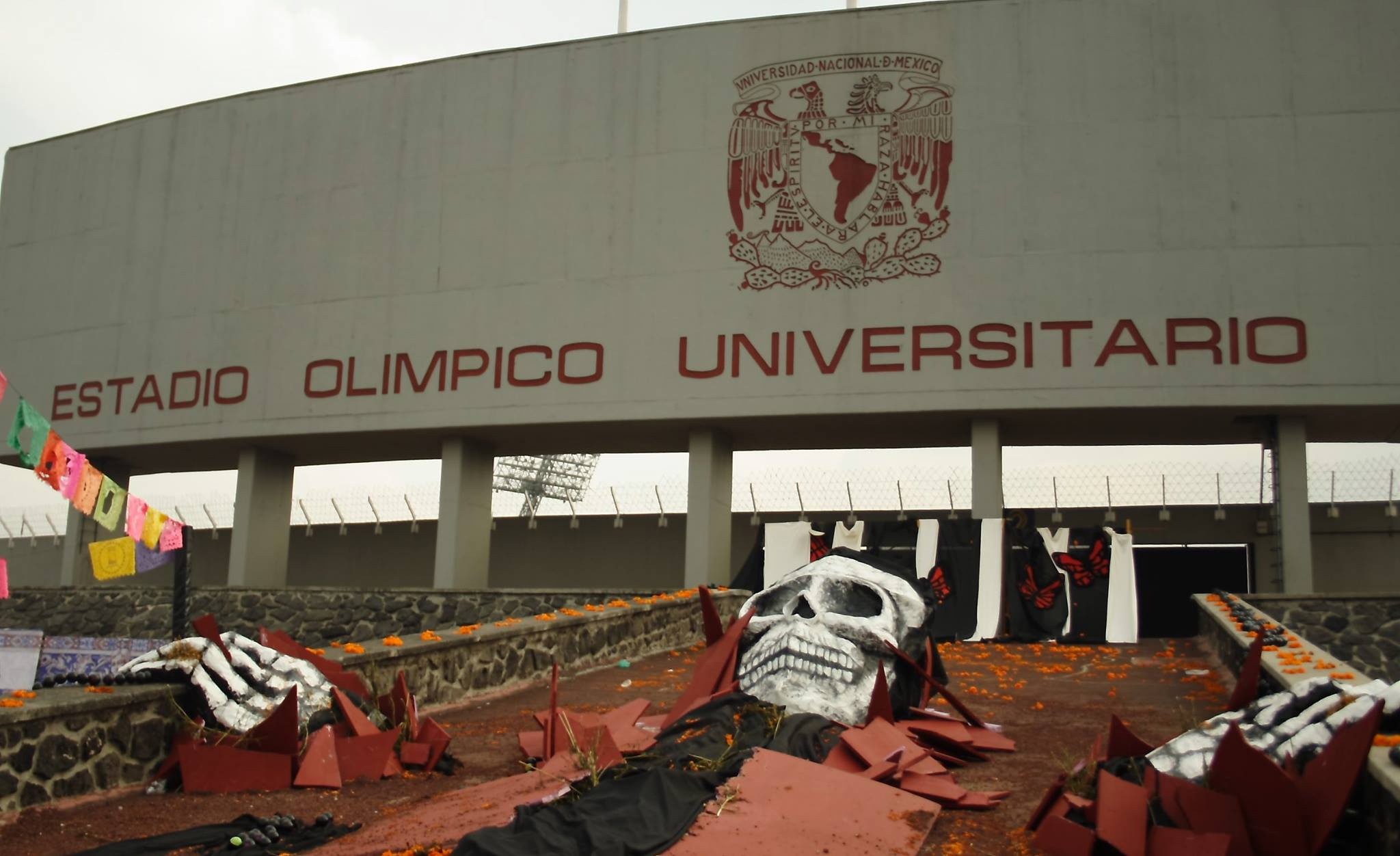
Estadio olímpico durante la celebración del día de muertos, México.

### Circuito de la Investigación Científica
- Facultad de Ciencias
- Facultad de Medicina Veterinaria y Zootecnia
- Escuela Nacional de Ciencias de la Tierra
- Escuela Nacional de Ciencias Forenses

### Circuito Mario de la Cueva
- Facultad de Ciencias Políticas y Sociales
- Escuela Nacional de Artes Cinematográficas

## Zona Deportiva

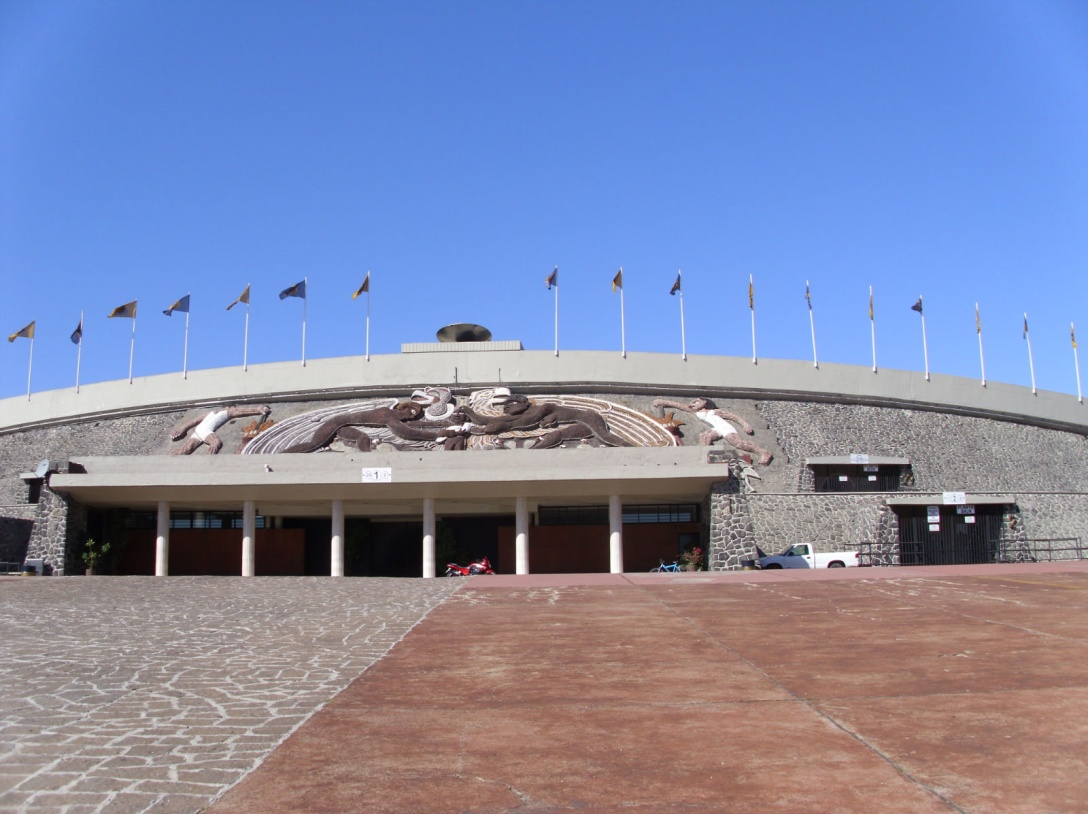
El Estadio Olímpico Universitario, testigo de la inauguración y clausura de las Olimpiadas de 1968.

En la Zona Deportiva del campus se encuentra el Estadio Olímpico Universitario , construido entre 1950 a 1952 como parte del plan maestro original, estuvo a cargo de los arquitectos Augusto Pérez Palacios, Jorge Bravo y Raúl Salinas. Su nombre original era solamente Estadio Universitario. La decoración es obra artística de Diego Rivera. En él juegan sus partidos de local los equipos representativos de la Universidad, los Pumas CU y el Club Universidad Nacional. El estadio modificó su nombre en 1968, al ser sede de los Juegos Olímpicos de ese año. De ese modo, la UNAM se convirtió en la única universidad en el mundo en la que hasta entonces se hubieran celebrado tales juegos. Actualmente, es casa de los equipos de fútbol asociación profesional de la Primera División de México y Primera División Femenil de México: Club Universidad Nacional y Club Universidad Nacional Femenil, y de los Pumas CU de la UNAM de fútbol americano en la Organización Nacional Estudiantil de Fútbol Americano. Tiene capacidad para 72,000 espectadores.

## Centro cultural universitario
El campus cuenta con una amplia zona cultural que alberga complejos dedicados a la celebración de eventos culturales de diversas disciplinas. Esta zona, conocida como centro cultural universitario, está circundada por el circuito cultural y alberga museos, salas de conciertos, pabellones, salas de cine y teatros, así como una biblioteca. 
El centro cultural universitario alberga los siguientes recintos:
- - Museo Universitario de Arte Contemporáneo (MUAC)
  - Teatro Juan Ruiz de Alarcón
  - Foro Sor Juana Inés de la Cruz
  - Salón de Danza
  - Sala Nezahualcóyotl
  - Sala Carlos Chávez
  - Sala Miguel Covarrubias
  - Sala de cine Julio Bracho
  - Sala de cine José Revueltas
  - Sala de cine Carlos Monsiváis
  - Librería Julio Torri
  - Centro Universitario de Teatro

## Reserva ecológica de Ciudad Universitaria
Aproximadamente un tercio del área de la Ciudad Universitaria está ocupado por una reserva ecológica: Reserva Ecológica del Pedregal de San Ángel (237.3 ha). Esta protege un ecosistema de matorral xerófilo formado gracias a la erupción del volcán Xitle. En esta reserva se pueden encontrar una variedad bastante grande de diferentes animales incluyendo cacomixles, tlacuaches, conejos castellanos y zorra gris También dentro de la reserva se encuentran varias esculturas que se integran al paisaje del pedregal y el jardín botánico de la UNAM.
Dentro de la reserva está construido el Espacio Escultórico de la Universidad, compuesto de esculturas monumentales realizadas por diversos artistas, el cual, puede ser recorrido a pie.

## Transporte interno en Ciudad Universitaria
La Ciudad Universitaria cuenta con un sistema de transporte gratuito conformado por 13 rutas de autobuses denominado Pumabús que conecta las principales estaciones de transporte público de la Ciudad de México con los edificios de la Universidad.
Asimismo, cuenta con un sistema de bicicletas compartidas denominado BiciPuma para uso exclusivo de los estudiantes, académicos y trabajadores.